# Vallbona (barrio)
Para el municipio de la comarca del Anoia véase Vallbona.
Vallbona  (en español Valbuena) es uno de los trece barrios que integran el distrito de Nou Barris de Barcelona. Tiene una superficie de 0,59 km² y una población de 1352 habitantes (2016).